# Herpetacanthus napoensis
Herpetacanthus napoensis är en akantusväxtart som beskrevs av Wassh.. Herpetacanthus napoensis ingår i släktet Herpetacanthus och familjen akantusväxter. Inga underarter finns listade i Catalogue of Life.